# Chất lỏng

Hình vẽ minh hoạ các trạng thái của các phân tử trong các pha rắn, lỏng và khí.

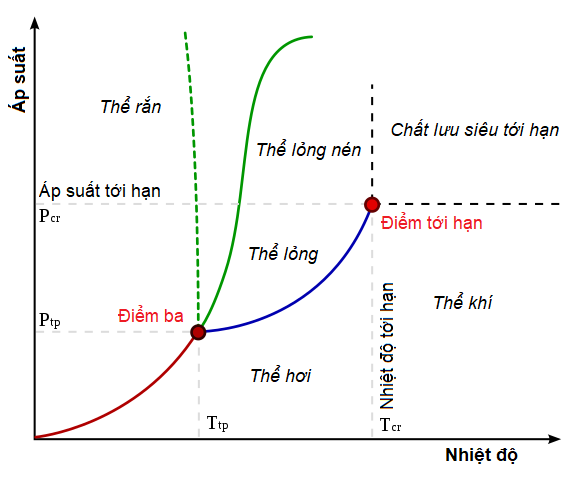
Sơ đồ pha đặc trưng. Đường chấm thể hiện ứng xử không theo quy luật của nước. Các đường màu lục thể hiện quan hệ giữa điểm đông và áp suất, và màu xanh thể hiện quan hệ giữa điểm sôi và áp suất. Đường đỏ biểu diễn ranh giới mà tại đó xảy ra sự thăng hoa hoặc lắng đọng.

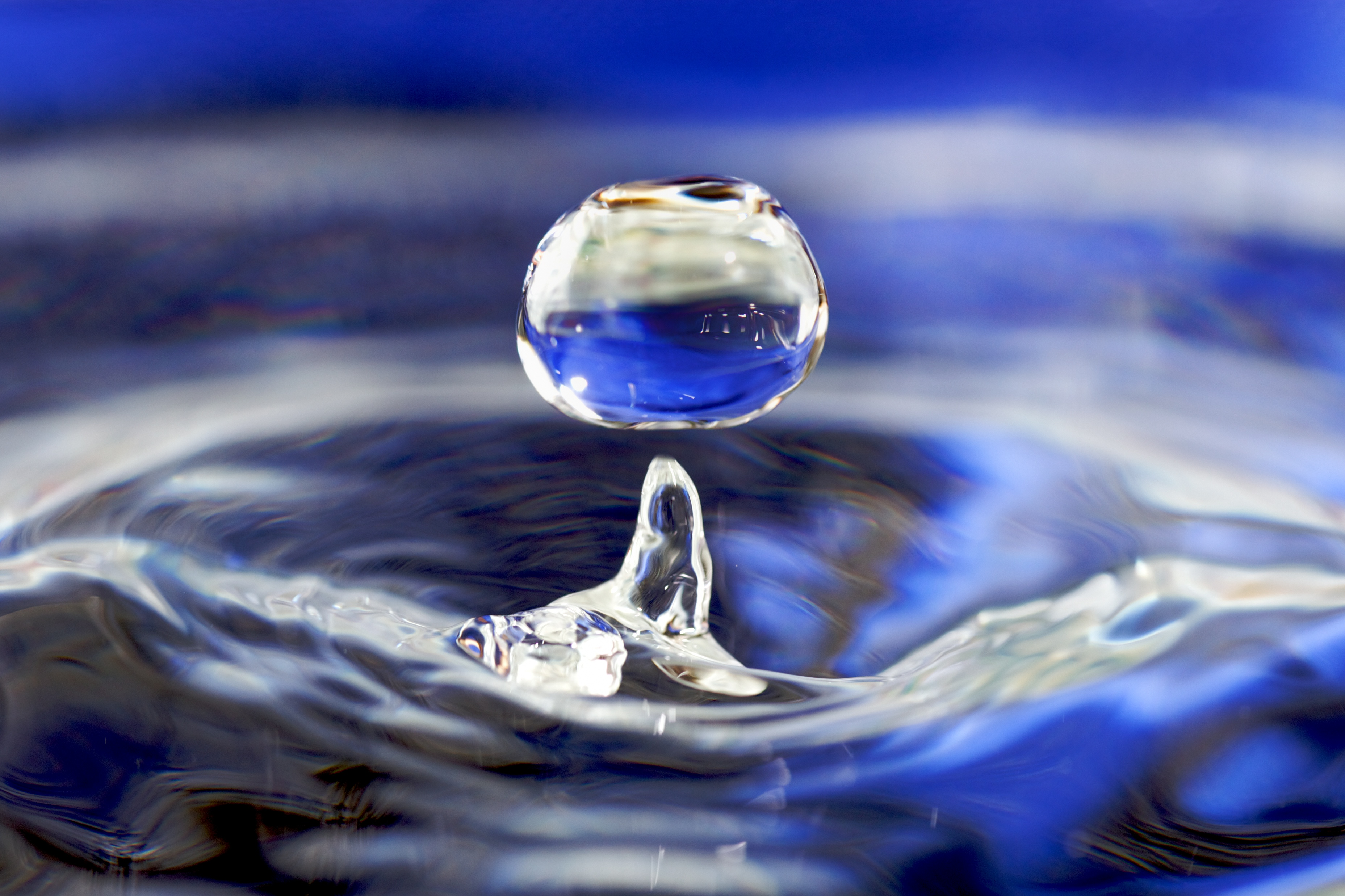
Sự hình thành một giọt nước lỏng hình cầu làm giảm thiểu diện tích bề mặt, đây là kết quả tự nhiên của sức căng bề mặt trong chất lỏng.

Chất lỏng là một chất lưu gần như không nén mà thay đổi hình dạng cho phù hợp với hình dạng của vật chứa nó nhưng vẫn giữ một khối lượng gần như liên tục không phụ thuộc vào áp suất. Nó là một trong bốn trạng thái cơ bản của vật chất (các trạng thái khác là chất rắn, chất khí và plasma), và là trạng thái duy nhất có thể tích xác định nhưng không có hình dạng cố định. Chất lỏng được tạo thành từ các hạt vật chất dao động cực nhỏ, chẳng hạn như nguyên tử, được giữ với nhau bằng liên kết giữa các phân tử. Giống như chất khí, chất lỏng có thể chảy và có hình dạng của vật chứa nó. Hầu hết các chất lỏng chống lại sự nén, mặc dù những chất khác có thể bị nén. Không giống như chất khí, chất lỏng không phân tán để lấp đầy mọi không gian của vật chứa, và duy trì một mật độ khá ổn định. Một tính chất đặc biệt của trạng thái lỏng là sức căng bề mặt, dẫn đến hiện tượng thấm ướt. Nước cho đến nay là chất lỏng phổ biến nhất trên Trái Đất.
Mật độ của một chất lỏng thường là gần với mật độ của một chất rắn, và cao hơn nhiều so với chất khí. Do đó, chất lỏng và chất rắn đều được gọi là vật chất ngưng tụ. Mặt khác, vì chất lỏng và chất khí có chung khả năng chảy nên cả hai đều được gọi là chất lưu. Mặc dù nước lỏng có nhiều trên Trái Đất, trạng thái vật chất này thực sự ít phổ biến nhất trong vũ trụ đã biết, vì chất lỏng yêu cầu một phạm vi nhiệt độ/áp suất tương đối hẹp để tồn tại. Hầu hết các vật chất đã biết trong vũ trụ đều ở thể khí (với dấu vết của vật chất rắn có thể phát hiện được) như các đám mây giữa các vì sao hoặc ở dạng plasma từ bên trong các ngôi sao.

## Giới thiệu

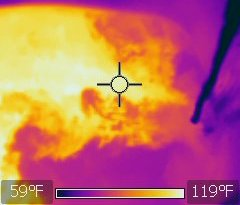
Hình ảnh nhiệt của một bồn chứa đầy nước nóng với nước lạnh được thêm vào, cho thấy nước nóng và nước lạnh chảy vào nhau như thế nào.

Chất lỏng là một trong bốn trạng thái cơ bản của vật chất, với các trạng thái khác là chất rắn, chất khí và plasma. Một chất lỏng là một chất lưu. Không giống như chất rắn, các phân tử trong chất lỏng có độ tự do chuyển động lớn hơn nhiều. Lực liên kết các phân tử với nhau trong chất rắn chỉ là tạm thời trong chất lỏng, cho phép chất lỏng chảy trong khi chất rắn vẫn cứng.
Chất lỏng, giống như chất khí, hiển thị các đặc tính của chất lưu. Chất lỏng có thể chảy, giả sử có hình dạng của một thùng chứa, và nếu được đặt trong một thùng kín, sẽ phân phối áp suất tác dụng đồng đều lên mọi bề mặt trong thùng chứa. Nếu chất lỏng được đặt trong túi, nó có thể được ép thành bất kỳ hình dạng nào. Không giống như chất khí, chất lỏng gần như không thể nén được, có nghĩa là nó chiếm một thể tích gần như không đổi trong một phạm vi áp suất rộng; nó thường không giãn nở để lấp đầy không gian có sẵn trong thùng chứa mà tạo thành bề mặt riêng của nó và không phải lúc nào nó cũng có thể dễ dàng trộn lẫn với chất lỏng khác. Những đặc tính này làm cho một chất lỏng thích hợp cho các ứng dụng như thủy lực.
Các hạt chất lỏng được liên kết chắc chắn nhưng không cứng nhắc. Chúng có thể tự do di chuyển xung quanh nhau, dẫn đến mức độ linh động của các hạt bị hạn chế. Khi nhiệt độ tăng, dao động của các phân tử tăng lên làm cho khoảng cách giữa các phân tử tăng lên. Khi chất lỏng đạt đến điểm sôi, các lực kết dính liên kết các phân tử chặt chẽ với nhau sẽ phá vỡ và chất lỏng chuyển sang trạng thái khí (trừ khi xảy ra quá nhiệt). Nếu giảm nhiệt độ, khoảng cách giữa các phân tử trở nên nhỏ hơn. Khi chất lỏng đạt đến điểm đóng băng, các phân tử thường sẽ khóa lại thành một trật tự rất cụ thể, được gọi là kết tinh, và các liên kết giữa chúng trở nên cứng hơn, chuyển chất lỏng thành trạng thái rắn (trừ khi xảy ra hiện tượng siêu lạnh).

## Ví dụ
Chỉ có hai nguyên tố là chất lỏng ở điều kiện tiêu chuẩn về nhiệt độ và áp suất: thủy ngân và brom. Bốn nguyên tố khác có nhiệt độ nóng chảy cao hơn một chút so với nhiệt độ phòng: franci, xêzi, gali và rubidi. Hợp kim kim loại ở thể lỏng ở nhiệt độ phòng bao gồm NaK, hợp kim kim loại natri-kali, galinstan, chất lỏng hợp kim dễ chảy và một số hỗn hống (hợp kim liên quan đến thủy ngân).
Các chất tinh khiết là chất lỏng ở điều kiện bình thường bao gồm nước, etanol và nhiều dung môi hữu cơ khác. Nước ở trạng thái lỏng có tầm quan trọng sống còn trong hóa học và sinh học; nó được cho là một điều cần thiết cho sự tồn tại của sự sống.
Chất lỏng vô cơ bao gồm nước, magma, dung môi không nước vô cơ và nhiều axit.
Chất lỏng quan trọng hàng ngày bao gồm dung dich nước như chất tẩy hộ gia đình, hỗn hợp của các chất khác nhau như dầu khoáng và xăng, nhũ tương dấm hoặc mayonnaise, huyền phù như máu, và chất keo như sơn và sữa.
Nhiều loại khí có thể được hóa lỏng bằng cách làm lạnh, tạo ra chất lỏng như oxy lỏng, nitơ lỏng, hydro lỏng và heli lỏng. Tuy nhiên, không phải tất cả các loại khí đều có thể bị hóa lỏng ở áp suất khí quyển. Ví dụ, carbon dioxide chỉ có thể được hóa lỏng ở áp suất trên 5,1 atm.
Một số vật liệu không thể được phân loại trong ba trạng thái cổ điển của vật chất; chúng có đặc tính giống chất rắn và giống chất lỏng. Ví dụ bao gồm các tinh thể lỏng, được sử dụng trong màn hình LCD và màng sinh học.

## Đặc điểm
Hình dạng của chất lỏng được xác định bởi vật chứa nó nên có thể nói các hạt chất lỏng (thường là các phân tử) có thể chuyển động tự do trong khối chất lỏng, nhưng chúng tạo thành một bề mặt rõ ràng không nhất thiết phải giống với bình chứa. Không giống với chất khí, hình dạng của nó không khớp hoàn toàn với bình chứa. 
Ở nhiệt độ bên dưới điểm sôi, chất lỏng sẽ bốc hơi, trừ khi bình được đậy kín, cho đến khi nồng độ hơi của nó đạt đến trạng thái áp suất riêng phần cân bằng ở thể khí. Do đó, không có chất lỏng nào tồn tại trong môi trường chân không tuyệt đối. Bề mặt chất lỏng ứng xử như một màng đàn hồi do xuất hiện sức căng bề mặt cho phép tạo thành các giọt và bong bóng. Hiện tượng mao dẫn là một trường hợp của sức căng bề mặt. Chỉ có chất lỏng mới thể hiện tính không trộn lẫn và tính dính ướt. Hỗn hợp của hai chất lỏng không trộn lẫn được thường gặp nhất trong đời sống hàng ngày là dầu thực vật và nước. Hỗn hợp tương tự khác của các chất lỏng có thể trộn lẫn là nước và rượu. Các chất lỏng ở tại điểm sôi tương ứng sẽ chuyển thành khí (trừ khi đun quá sôi), và tại điểm đông nó chuyển thành chất rắn (trừ khi quá lạnh). Thậm chí bên dưới điểm sôi chất lỏng bốc hơi trên bề mặt của nó. Các vật thể khi nhúng trong chất lỏng sẽ có hiện tượng đẩy nổi, là hiện tượng cũng được quan sát trong các chất lưu khác, nhưng là một trường hợp rất đặc biệt trong chất lỏng vì chúng có tỷ trọng cao. Các thành phần của chất lỏng trong hợp chất có thể tách riêng biệt bởi quá trình chưng cất phân đoạn.
Thể tích của một lượng chất lỏng được xác định bởi nhiệt độ và áp suất của nó. Trừ khi thể tích này khích hoàn toàn với thể tích của bình chứa, thì cần xem xét đến một hoặc nhiều bề mặt của nó. Các chất lỏng trong trường trọng lực, cũng giống như tất cả các chất lỏng khác, đều tác động áp suất lên các mặt của bình chứa cũng như những vật bên trong chúng. Áp suất này được truyền đi theo tất cả các hướng và tăng dần khi càng xuống sâu. Trong các nghiên cứu về động lực học chất lưu, các chất lỏng thường được sử dụng như là chất không nén được, đặc biệt khi nghiên cứu dòng không nén được.
Nếu chất lỏng chỉ chịu tác dụng của trọng lực, thì áp suất {\displaystyle \ p} tại một điểm xác định bởi
{\displaystyle \ p=\rho gz}
với:
{\displaystyle \ \rho } = mật độ của chất lỏng (được xem là hằng số)
{\displaystyle \ g} = gia tốc trọng trường
{\displaystyle \ z} = độ sâu của điểm đang xét tính từ mặt thoáng.
Công thức trên dùng để tính áp suất tai một điểm bất kỳ với áp suất tại mặt thoáng là 0, và không tính đến ảnh hưởng của sức căng bề mặt.
Các chất lỏng thường giãn nở khi bị nung nóng, và co lại khi bị lạnh. Nước ở nhiệt độ trong khoảng 0 °C và 4 °C là một trường hợp ngoại lệ; đó là lý do tại sao các tảng băng lại nổi. Các chất lỏng có độ nén rất ít: ví dụ, tỷ trọng của nước không thay đổi một cách rõ ràng trừ khi tác dụng áp suất lên đến hàng trăm bar, vào khoảng 4000 bar (58,000 psi), nước chỉ giảm 11% khối lượng.
Các chất lỏng thường gặp khác như dầu khoáng và dầu hỏa, và ở dạng hỗn hợp như sữa, máu, và các dung dịch gốc nước khác như thuốc tẩy. Chỉ có sáu nguyên tố ở dạng lỏng trong điều kiện nhiệt độ và áp suất trong phòng như: thủy ngân (chất lỏng đặc), brom, franci, xêzi, gali và rubidi. Trong nghiên cứu về định cư trên các hành tinh, nước lỏng được xem là cần thiết cho sự tồn tại của sự sống.

## Tính chất cơ học

### Thể tích
Lượng chất lỏng thường được tính bằng đơn vị thể tích theo đơn vị SI là mét khối (m³), và đơn vị thường được sử dụng là đề-xi-mét khối (dm³), còn gọi là lít (1l=1dm³=0.001m³), và xăng-ti-mét khối (cm³), còn gọi là mi-li-lít (1ml=1 cm³=0.001l=10−6m³).
Thể tích của một lượng chất lỏng được cố định bởi nhiệt độ và áp suất của nó. Chất lỏng thường nở ra khi nóng lên và co lại khi nguội. Nước giữa 0 °C và 4 °C là một ngoại lệ đáng chú ý.
Mặt khác, chất lỏng có khả năng nén rất nhỏ. Ví dụ, nước sẽ chỉ nén 46,4 phần triệu cho mỗi đơn vị tăng áp suất khí quyển (bar). Ở áp suất khoảng 4000 bar (400 megapascal hoặc 58.000 psi) ở nhiệt độ phòng, nước chỉ giảm 11% về thể tích. Tính năng không chịu nén làm cho chất lỏng thích hợp để truyền công suất thủy lực, bởi vì sự thay đổi áp suất tại một điểm trong chất lỏng được truyền đến mọi phần khác của chất lỏng một cách không ảnh hưởng và rất ít năng lượng bị mất dưới dạng nén.
Tuy nhiên, khả năng nén không đáng kể dẫn đến các hiện tượng khác. Tiếng đập của các đường ống, được gọi là búa nước, xảy ra khi một van đóng đột ngột, tạo ra một áp suất cực lớn tại van truyền ngược lại trong hệ thống với vận tốc âm thanh. Một hiện tượng khác gây ra bởi sự không nén được của chất lỏng là sự xâm thực. Bởi vì chất lỏng có độ đàn hồi nhỏ nên theo nghĩa đen, chúng có thể bị kéo ra xa ở những khu vực có độ nhiễu loạn cao hoặc thay đổi hướng đột ngột, chẳng hạn như mép sau của chân vịt thuyền hoặc một góc nhọn trong đường ống. Chất lỏng trong vùng có áp suất thấp (chân không) bốc hơi và tạo thành bong bóng, sau đó sẽ xẹp xuống khi chúng đi vào vùng có áp suất cao. Điều này khiến chất lỏng lấp đầy các hốc do bong bóng để lại với lực cục bộ cực lớn, làm xói mòn bất kỳ bề mặt rắn nào liền kề.

### Áp suất và sức nổi
Trong trường hấp dẫn, chất lỏng tạo áp suất lên các mặt của vật chứa cũng như lên bất cứ vật gì bên trong chất lỏng. Áp suất này được truyền theo mọi hướng và tăng theo độ sâu. Nếu chất lỏng nằm yên trong một trọng trường đều, áp suất {\displaystyle p} ở độ sâu {\displaystyle z} được đưa ra bởi 
{\displaystyle p=p_{0}+\rho gz\,}
trong đó
{\displaystyle p_{0}\,} là áp suất ở bề mặt
{\displaystyle \rho \,} là khối lượng riêng của chất lỏng, giả định là đồng nhất với độ sâu
{\displaystyle g\,} là gia tốc trọng trường
Đối với một vùng nước mở ra không khí, {\displaystyle p_{0}} sẽ là áp suất khí quyển.
Chất lỏng tĩnh trong trường hấp dẫn đều cũng biểu hiện hiện tượng nổi, khi các vật thể chìm trong chất lỏng chịu một lực thuần do sự thay đổi áp suất theo độ sâu. Độ lớn của lực bằng trọng lượng của chất lỏng bị dịch chuyển bởi vật và hướng của lực phụ thuộc vào khối lượng riêng trung bình của vật ngâm. Nếu khối lượng riêng nhỏ hơn khối lượng riêng của chất lỏng thì lực nổi hướng lên và vật nổi, ngược lại nếu khối lượng riêng lớn hơn thì lực nổi hướng xuống và vật chìm. Đây được gọi là nguyên tắc Archimedes.

### Bề mặt

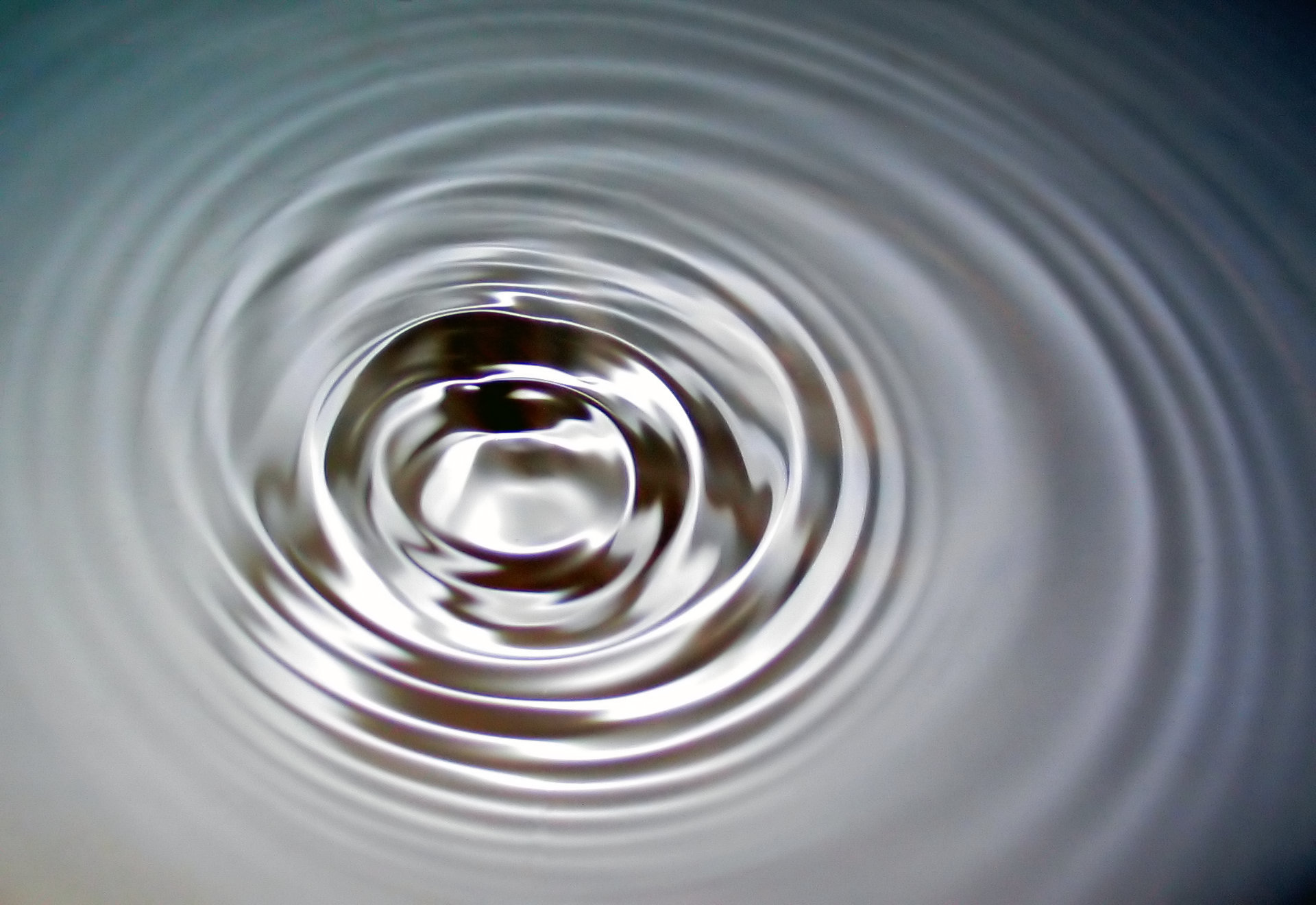
Sóng bề mặt trong nước

Trừ khi thể tích của chất lỏng khớp chính xác với thể tích của vật chứa nó, nếu không sẽ quan sát thấy một hoặc nhiều bề mặt. Sự hiện diện của một bề mặt tạo ra những hiện tượng mới không có trong chất lỏng khối lượng lớn. Điều này là do một phân tử ở bề mặt chỉ sở hữu liên kết với các phân tử chất lỏng khác ở phía bên trong của bề mặt, điều này ngụ ý một lực ròng kéo các phân tử bề mặt vào trong. Một cách tương đương, lực này có thể được mô tả dưới dạng năng lượng: có một lượng năng lượng cố định liên quan đến việc tạo thành một bề mặt của một khu vực nhất định. Đại lượng này là một thuộc tính vật chất được gọi là sức căng bề mặt, tính bằng đơn vị năng lượng trên một đơn vị diện tích (đơn vị SI: J / m 2). Chất lỏng có lực liên phân tử mạnh có xu hướng có sức căng bề mặt lớn hơn.
Một hàm ý thực tế của sức căng bề mặt là chất lỏng có xu hướng giảm thiểu diện tích bề mặt của chúng, tạo thành các giọt và bong bóng hình cầu trừ khi có các ràng buộc khác. Sức căng bề mặt cũng là nguyên nhân của một loạt các hiện tượng khác, bao gồm sóng bề mặt, hoạt động của mao dẫn, thấm ướt và gợn sóng. Trong chất lỏng bị giam giữ ở kích thước nano, các hiệu ứng bề mặt có thể đóng vai trò chi phối vì - so với một mẫu chất lỏng vĩ mô - một phần lớn hơn nhiều phân tử nằm gần bề mặt.
Sức căng bề mặt của chất lỏng ảnh hưởng trực tiếp đến khả năng thấm ướt của nó. Hầu hết các chất lỏng thông thường có lực căng nằm trong khoảng hàng chục mJ / m 2, vì vậy các giọt dầu, nước hoặc keo có thể dễ dàng kết hợp và dính vào các bề mặt khác, trong khi các kim loại lỏng như thủy ngân có thể có lực căng lên tới hàng trăm mJ / m 2, do đó các giọt không dễ dàng kết hợp với nhau và bề mặt có thể chỉ ướt trong các điều kiện cụ thể.
Căng thẳng bề mặt của các chất lỏng thông thường chiếm một phạm vi giá trị tương đối hẹp, tương phản mạnh với sự thay đổi rất lớn được thấy trong các đặc tính cơ học khác, chẳng hạn như độ nhớt.

### Dẫn lưu

Mô phỏng độ nhớt. Chất lỏng bên trái có độ nhớt và ứng xử Newton thấp hơn trong khi chất lỏng bên phải có độ nhớt cao hơn và đặc tính phi Newton.

Một tính chất vật lý quan trọng đặc trưng cho dòng chảy của chất lỏng là độ nhớt. Một cách trực quan, độ nhớt mô tả khả năng chống dòng chảy của chất lỏng.
Về mặt kỹ thuật hơn, độ nhớt đo lường khả năng chống biến dạng của chất lỏng ở một tốc độ nhất định, chẳng hạn như khi nó bị cắt ở vận tốc hữu hạn. Một ví dụ cụ thể là chất lỏng chảy qua một đường ống: trong trường hợp này chất lỏng trải qua biến dạng cắt vì nó chảy chậm hơn gần thành ống hơn là gần tâm. Kết quả là, nó thể hiện khả năng chống chảy của nhớt. Để duy trì dòng chảy, phải tác dụng một lực bên ngoài, chẳng hạn như sự chênh lệch áp suất giữa các đầu ống.
Độ nhớt của chất lỏng giảm khi nhiệt độ tăng.
Kiểm soát chính xác độ nhớt rất quan trọng trong nhiều ứng dụng, đặc biệt là ngành bôi trơn. Một cách để đạt được sự kiểm soát như vậy là pha trộn hai hoặc nhiều chất lỏng có độ nhớt khác nhau theo tỷ lệ chính xác. Ngoài ra, tồn tại các chất phụ gia khác nhau có thể điều chỉnh sự phụ thuộc vào nhiệt độ của độ nhớt của dầu bôi trơn. Khả năng này rất quan trọng vì máy móc thường hoạt động trong một phạm vi nhiệt độ (xem thêm chỉ số độ nhớt).
Tính chất nhớt của chất lỏng có thể là Newton hoặc không Newton. Chất lỏng Newton thể hiện một đường cong ứng suất / biến dạng tuyến tính, có nghĩa là độ nhớt của nó không phụ thuộc vào thời gian, tốc độ cắt hoặc lịch sử tốc độ cắt. Ví dụ về chất lỏng Newton bao gồm nước, glycerin, dầu máy, mật ong hoặc thủy ngân. Chất lỏng phi Newton là chất lỏng có độ nhớt không phụ thuộc vào các yếu tố này và đặc (tăng độ nhớt) hoặc loãng (giảm độ nhớt) khi bị cắt. Ví dụ về chất lỏng không phải của Newton bao gồm tương cà, sốt mayonnaise, gel ủ tóc, bột nặn hoặc dung dịch tinh bột.

### Độ co giãn khi bị hạn chế
Chất lỏng hạn chế có thể biểu hiện các tính chất cơ học khác so với chất lỏng dạng khối. Ví dụ, chất lỏng bị giam dưới milimét (ví dụ như trong khoảng cách giữa các bức tường cứng) thể hiện phản ứng cơ học giống như chất rắn và có mô đun cắt đàn hồi tần số thấp lớn đáng ngạc nhiên, quy mô theo lũy thừa nghịch đảo của chiều dài giam.

### Truyền âm thanh
Tốc độ của âm thanh trong chất lỏng được cho bởi {\displaystyle c={\sqrt {K/\rho }}} với {\displaystyle K} là mô đun khối của chất lỏng và {\displaystyle \rho } là tỉ trọng. Ví dụ, nước có môđun khối khoảng 2,2 GPa và mật độ 1000 kg/m 3, cho c = 1,5 km / s.

## Ứng dụng

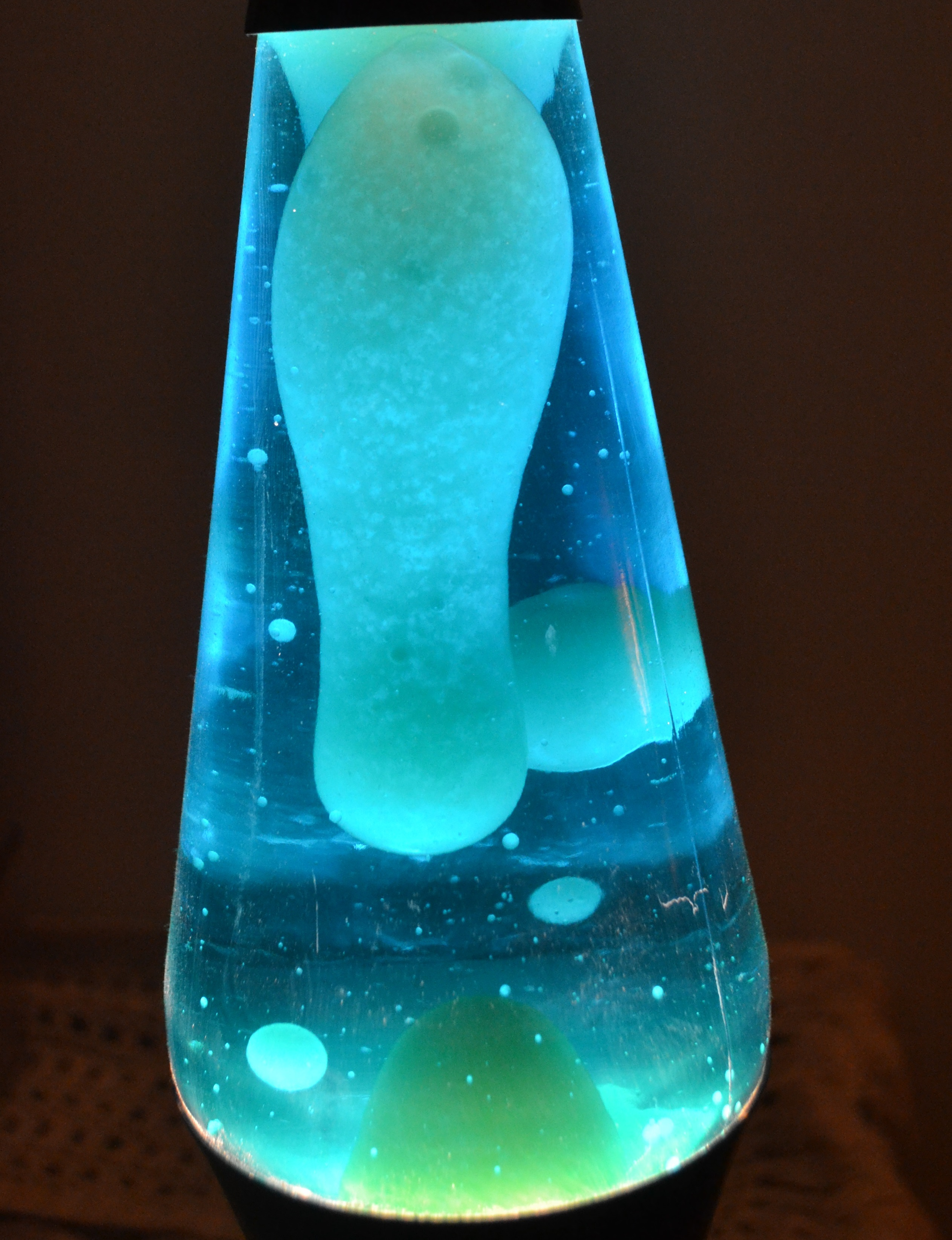
Đèn dung nham chứa hai chất lỏng không thể trộn lẫn (một chất lỏng nóng chảy và một dung dịch nước) tạo thêm chuyển động do đối lưu. Ngoài bề mặt trên cùng, các bề mặt cũng hình thành giữa các chất lỏng, đòi hỏi một bộ ngắt lực căng để kết hợp lại các giọt sáp ở phía dưới.

Chất lỏng có nhiều ứng dụng như bôi trơn, dung môi, và chất làm lạnh. Trong hệ thống thủy lực, chất lỏng được dùng để truyền năng lượng.
Trong lĩnh vực nghiên cứu chuyển động giữa các bề mặt, các chất lỏng được nghiên cứu các tính chất của chúng dùng làm các chất bôi trơn. Các chất bôi trơn như dầu được chọn vì các đặc điểm về độ nhớt và dòng chảy của nó ổn định trong một khoảng nhiệt độ làm việc của các bộ phận. Các loại dầu thường được dùng trong các động cơ, hộp số, gia công các chi tiết máy, và hệ thống thủy lực vì tính bôi trơn tốt của chúng.
Nhiều chất lỏng được dùng làm dung môi để hòa tan các chất lỏng khác hoặc chất rắn. Các dung dịch có nhiều ứng dụng như sơn, keo dán. Naptha và acetone thường được dùng trong công nghiệp để làm sạch dầu, mỡ, và tar từ các bộ phận máy móc. Dịch cơ thể là những dung dịch gốc nước.
Các chất hoạt động bề mặt thường được tìm thấy trong xà phồng và chất tẩy rửa. Các dung môi như alcohol thường được dùng làm chất kháng sinh. Chúng có trong mỹ phẩm, mực, và laser nhuộm lỏng. Chúng được dùng trong công nghiệp thực phẩm như chiết xuất dầu thực vật.
Chất lỏng dẫn nhiệt tốt hơn chất khí, và có khả năng tạo thành dòng chảy để giải nhiệt từ các bộ phận cơ khí. Nhiệt có thể được loại bỏ bằng kênh chất lỏng đi qua bộ giải nhiệt hoặc nhiệt có thể được loại bỏ bằng chất lỏng qua quá trình bốc hơi. Các chất làm mát như nước hoặc glycol được dùng để giữ cho động cơ không quá nóng. Các chất làm mát được dùng trong các lò phản ứng hạt nhân gồm nước và các kim loại lỏng như natri hoặc bismuth. Nhiên liệu đẩy lỏng được dùng để làm mát các buồng đốt đẩy của tên lửa. Trong quá trình gia công, nước và dầu được sử dụng để loại bỏ nhiệt dư sinh ra, có thể nhanh chóng làm hỏng cả chi tiết gia công và dụng cụ. Trong mồ hôi, đổ mồ hôi loại bỏ nhiệt từ cơ thể con người bằng cách làm bay hơi. Trong ngành công nghiệp sưởi ấm, thông gió và điều hòa không khí (HVAC), các chất lỏng như nước được sử dụng để truyền nhiệt từ khu vực này sang khu vực khác.
Tương tự, chất lỏng thường được sử dụng trong nấu ăn vì đặc tính truyền nhiệt tốt hơn. Ngoài khả năng dẫn điện tốt hơn, vì chất lỏng ấm hơn nở ra và tăng lên trong khi các khu vực lạnh hơn co lại và chìm xuống, chất lỏng có độ nhớt động học thấp có xu hướng truyền nhiệt thông qua đối lưu ở nhiệt độ khá ổn định, tạo thành chất lỏng thích hợp để chần, đun sôi hoặc chiên. Tốc độ truyền nhiệt thậm chí còn cao hơn có thể đạt được bằng cách ngưng tụ một chất khí thành chất lỏng. Tại điểm sôi của chất lỏng, tất cả nhiệt năng được sử dụng để gây ra sự thay đổi pha từ chất lỏng sang chất khí mà không kèm theo sự tăng nhiệt độ và được lưu trữ dưới dạng thế năng hóa học. Khi chất khí ngưng tụ lại thành chất lỏng, nhiệt năng thừa này được giải phóng ở nhiệt độ không đổi. Hiện tượng này được sử dụng trong các quá trình như hấp. Vì chất lỏng thường có các điểm sôi khác nhau, nên các hỗn hợp hoặc dung dịch của chất lỏng hoặc chất khí thường có thể được tách ra bằng cách chưng cất, sử dụng nhiệt, lạnh, chân không, áp suất hoặc các phương tiện khác. Quá trình chưng cất có thể được tìm thấy trong mọi thứ, từ sản xuất đồ uống có cồn, đến nhà máy lọc dầu, đến chưng cất đông lạnh các khí như argon, oxy, nitơ, neon hoặc xenon bằng cách hóa lỏng (làm lạnh chúng dưới điểm sôi riêng lẻ của chúng).
Chất lỏng là thành phần chính của hệ thống thủy lực, chúng lợi dụng định luật Pascal để cung cấp năng lượng cho chất lỏng. Các thiết bị như máy bơm và bánh xe nước đã được sử dụng để thay đổi chuyển động của chất lỏng thành cơ học từ thời cổ đại. Dầu được cưỡng bức thông qua các bơm thủy lực, truyền lực này đến các xi lanh thủy lực. Thủy lực có thể được tìm thấy trong nhiều ứng dụng, chẳng hạn như phanh và hộp số ô tô, thiết bị hạng nặng và hệ thống điều khiển máy bay. Máy ép thủy lực khác nhau được sử dụng rộng rãi trong sửa chữa và sản xuất, để nâng, ép, kẹp và tạo hình.
Chất lỏng đôi khi được sử dụng trong các thiết bị đo lường. Nhiệt kế thường sử dụng sự giãn nở nhiệt của chất lỏng, chẳng hạn như thủy ngân, kết hợp với khả năng chảy của chúng để chỉ ra nhiệt độ. Áp kế sử dụng trọng lượng của chất lỏng để chỉ áp suất không khí.